# 中央圖書館 (阿伯丁)
中央圖書館（Central Library）是蘇格蘭城市阿伯丁的一座圖書館，亦是該市的主要圖書館。圖書館的建築是蘇格蘭C級登錄建築，開業於1892年7月5日。

## 外部連結
- Aberdeen City Council Libraries
- Andrew Carnegie Libraries 的存檔，存档日期10 August 2014.

57°08′52″N 2°06′22″W / 57.1479°N 2.1060°W